# Tristan Vauclair
Tristan Vauclair (* 13. Februar 1985 in Delsberg) ist ein ehemaliger Schweizer Eishockeyspieler. Er bestritt 634 Spiele in der NLA. Seine älteren Brüder Julien und Geoffrey waren ebenfalls professionelle Eishockeyspieler.

## Karriere
Vauclair durchlief die Nachwuchsmannschaften des HC Ajoie und kam zusätzlich im Nachwuchs des HC Lugano zum Einsatz. In der Saison 2001/02 kam er beim HC Ajoie zu seinen ersten Profieinsätzen in der zweithöchsten Schweizer Liga. Beim CHL Import Draft 2002 wurde er von den Huskies de Rouyn-Noranda in der zweiten Runde als insgesamt 66. Spieler ausgewählt und wechselte daraufhin für eineinhalb Jahre zu dem Klub aus der Ligue de hockey junior majeur du Québec. Zur Saison 2005/06 etablierte er sich schliesslich in der Nationalliga A, der höchsten Liga der Schweiz, als er beim Genève-Servette HC auf 37 Spiele kam. Es folgte der Wechsel zum HC Lugano, wo er die nächsten fünf Spielzeiten bestreiten sollte. Zur Saison 2011/12 wurde er zu Fribourg-Gottéron transferiert, wo er, mit einem Abstecher zum HC Red Ice während der Spielzeit 2016/17, bis 2020 im Einsatz stand. Im Anschluss 2019/20 beendete er seine Laufbahn und wurde als Trainer in der Nachwuchsabteilung des HC Delémont-Vallée tätig.

### International
Vauclair vertrat die Schweiz bei der U18-Junioren-Weltmeisterschaft 2003, mit der Herrennationalmannschaft nahm er einmal am Deutschland Cup teil.